# Ricardo Goulart
Ricardo Goulart Pereira (São Paulo, 5 juni 1991) is een Braziliaans voetballer die bij voorkeur als aanvaller speelt. Hij verruilde in januari 2015 Cruzeiro voor Guangzhou Evergrande.
Goulart is de jongere broer van Juninho.